# Charley Bowers
Charley Bowers   (Cresco, 7 de juny de 1889 - Paterson, 26 de novembre de 1946) animador, dibuixant, actor de cinema còmic i d'animació estatunidenc, pioner a la mescla de l'animació amb la imatge real.

## Biografia
Fill del Dr. Charles E. Bowers i de la seva dona, Mary I. Bowers, Charles Raymond Bowers va néixer a Cresco, Iowa. Al principi de la seva carrera va ser dissenyador de la sèrie d'animació Mutt i Jeff a Barré Studio. A finals de la dècada de 1920, va protagonitzar la seva pròpia sèrie de slapstick per a R-C Pictures i Educational Pictures. Les seves comèdies slapstick, de les quals només n'han sobreviscut unes poques i en les quals apareixen freqüentment complexos enginys d'estil de màquina Goldberg, són una increïble barreja d'actuació i parts animades, creades mitjançant l'anomenat procés de Bowers. Els seus invents, com la màquina per fer els ous irrompibles o el procés d'empelt universal, recorden el món de Rube Goldberg.
Bowers també va fer algunes pel·lícules sonores, com It's a Bird i Wild Oysters, i el 1939 va animar la pel·lícula publicitària Pete Roleum and his Cousins. Durant vuit anys durant la dècada de 1930 va viure a Wayne, Nova Jersey i va dibuixar còmics per al Jersey Journal. Després de patir una forma severa d'artritis, la seva dona va començar a dibuixar-los sota la seva direcció. Després d'una llarga malaltia, Bowers va morir el 1946 a Paterson, Nova Jersey i va ser enterrat allà al Cedar Lawn Cemetery. Oblidat durant dècades, el seu nom no apareix en moltes històries de l'època del silenci, tot i que la seva obra va ser revisada amb entusiasme el 1950 per André Breton, que va incloure It's a bird entre les obres cinematogràfiques del surrealisme fonamentals.
Després de les seves primeres experiències en el món dels dibuixos animats per a la sèrie d'animació Mutt i Jeff a finals dels anys 1910, Bowers va dirigir i protagonitzar una vintena de curtmetratges entre 1926 i 1928.

## Redescobriment
La seva obra, oblidada des de fa temps, ha estat redescoberta i revalorada en els darrers anys. Les pel·lícules supervivents es van recollir en un doble DVD l'any 2004 titulat Charley Bowers: el redescobriment d'un geni del còmic nord-americà, realitzat per Image Entertainment i la francesa Lobster Films. El 2008 Ermitage Cinema va estrenar un DVD doble a Itàlia amb 8 dels seus curtmetratges. Es creu que moltes altres obres es poden conservar en diverses cinemateques.
Casualment, el 2001 es descobriren a França unes llaunes que contenien quinze pel·lícules completes del desconegut cineasta. Les pel·lícules van ser tota una sensació i els historiadors no podien comprendre com es podia haver oblidat una obra d'un valor tan excepcional. Els següents treballs de recerca descobriren que el còmic era conegut a França pel nom artístic de Bricolo i poca cosa més.

## Filmografia restaurada

### Amb el personatge Bricolo
- Egged On (1926)
- He Done His Best (1926)
- A Wild Roomer 1926)
- Fatal Footsteps (1926)
- Now You Tell One (1926)
- Many A Slip (1927)
- Nothing Doing (1927)
- It's A Bird (1930)

### Només animació (dibuixos animats, marionetes i objectes)
- Grill Room Express (1917)
- A.W.O.L. (1917)
- Say Ah-h (fragments) (1928)
- A Sleepless Night (1933?)
- Believe It Or Don't (1935)
- Pete Roleum And His Cousins (1938)
- Wild Oysters 1940)